# فريديريك بازيل
فريديريك بازيل (6 ديسمبر 1841 - 28 نوفمبر 1870) هو كان رسام فرنسي من المدرسة الانطباعية.